# Brephos haplocraspis
Brephos haplocraspis là một loài bướm đêm trong họ Noctuidae.